# Hulha Negra
Hulha Negra este un oraș în Rio Grande do Sul (RS), Brazilia.